# Jan Roelof van der Glas
Jan Roelof van der Glas (Borgercompagnie, Veendam, 26 september 1879 – Amersfoort, 27 februari 1972) was een Nederlands componist, muziekpedagoog, dirigent en muziekuitgever. Voor bepaalde werken gebruikte hij het pseudoniem: Jean Duverre.

## Levensloop
Hij is zoon van schilder Herwig van der Glas en Geertje Plukker. Zelf trouwde hij als muziekonderwijzer met Johanna de Jonge. Van der Glas kreeg een militair-muzikale opleiding bij het 1e Regiment Infanterie in Assen, toen nog onder leiding van kapelmeester Friedrich H.E. Bicknese. Van 1905 tot 1911 was hij dirigent van het Heerenveens Muziekcorps. In 1911 werd hij benoemd tot kapelmeester van de Stafmuziek van het 3e Regiment Infanterie te Bergen op Zoom. Ter gelegenheid van het 40-jarig jubileum van de Muziekvereniging NEO Rucphen componeerde hij in 1920 zijn werk, de (ook internationaal) bekende De Feestmars, dat diverse keren op plaat werd vastgelegd.
In het gevolg van zware bezuinigingen bij de militaire muziekkorpsen werd in 1922 ook zijn Stafmuziek van het 3e Regiment Infanterie opgelost. Van der Glas werd overgeplaatst naar het Stafmuziekkorps van het 5e Regiment Infanterie te Amersfoort. In de periode van 1935 tot 1939 werden door de AVRO verschillende liveopnames voor radio-uitzendingen gemaakt.
In 1939 werd hij gepensioneerd en vertrok weer naar Friesland. Hier was hij van 1939 tot 1944 opnieuw dirigent van het Heerenveens Muziekcorps.
In 1924 richtte hij in Amersfoort met de Centrale Muziekhandel een eigen bedrijf en muziekuitgeverij op, waar naast zijn eigen werk ook werken van Gerard Boedijn, Hermanus Thomas Lureman en Cornelius Herminus Rijke gepubliceerd werden. Amersfoort heeft het Van der Glashof naar hem vernoemd, het ligt in de nabijheid van de Beethovenweg. Hij ligt samen met zijn vrouw begraven op Begraafplaats Rusthof te Leusden.

## Compositie

### Werken voor harmonie- en fanfareorkest
- 1920 De (Rucphense) Feestmarsch
- 1928 Bewerking van de Kolonel Verberne Marsch voor piano, aangevuld met een cello en viool partij
- 1939 Door bosch en veld, mars - opgedragen aan de Bond van Harmonie- en Fanfarecorpsen van de provincie Utrecht
- Adolf van Nassau, mars
- De IJssel', mars
- De Rijn, mars
- De Snip, mars - opgedragen aan de bemanning van het K.L.M.-vliegtuig de Snip
- De Uiver, mars - opgedragen aan de bemanning van het K.L.M.-vliegtuig de Uiver
- Een zonnige dag op de Veluwe, fantasie pastorale
- Fleurs d'été
- Hollandse Suite
- Kolonel Boellaard Marsch
- Ingrid, ouverture
- Jozef, fantaisie religioso
- L'Amarante - Duizendschoon, ouverture
- Marsch Ripperda - de held van Haarlem, 1573
- Mignon ouverture
- Op de wilde golven
- Pelikaan-marsch - opgedragen aan P. Soer
- Pro rege
- Witte van Haemstede
- Zephir

### Vocale muziek

#### Liederen
- Fantaisie, voor (mezzo-)sopraan en piano - tekst: T. Hagedoorn
- Kerstnacht, voor bariton en piano - opgedragen aan P.H.A. Veuger

### Werken voor piano
- Avond op het meer, barcarolle - opgedragen aan H.A. Rosingh
- De populaire feestmarsch

- International Standard Name Identifier: 0000 0003 9396 0432
- Nederlandse Thesaurus van Auteursnamen: 322684129
- Virtual International Authority File: 288391368
- WorldCat: E39PBJktptDP8yTFwhF9hq6h73